# Pteris hookeriana
Pteris hookeriana är en kantbräkenväxtart som beskrevs av Jakob Georg Agardh. Pteris hookeriana ingår i släktet Pteris och familjen Pteridaceae. Inga underarter finns listade.